# Lambert Meertens

Lambert Meertens (1944) is een Nederlands informaticus.
In 1960 ontwierp hij als middelbaar scholier, samen met klasgenoot Kees Koster, een computer.
Hij werkte eerste bij het Centrum voor Wiskunde en Informatica in Amsterdam (vroeger Mathematisch Centrum genoemd). In de jaren 60 paste hij Affix Grammatica's toe op het beschrijven en componeren van muziek, en verwierf een speciale prijs van de jury bij het IFIP congres in Edinburgh voor zijn computer-gegenereerd strijkkwartet, "Kwartet Nr. 1 in C groot voor 2 Violen, Altviool en Cello" gebaseerd op de eerste niet-Context-Vrije affix grammatica. Het strijkkwartet werd gepubliceerd als Mathematisch Centrum Rapport MR 96, 1968.
Hij was een van de redacteuren van het Revised Algol-68 Report, en de initiatiefnemer en een van de ontwerpers van de programmeertaal ABC. Hij is mede-ontwerper van het Bird-Meertens Formalisme.
Later was hij onderzoeker bij het Kestrel Instituut in Palo Alto, Californië. Hij is voorzitter van de IFIP Werk Groep 2.1 over Algoritmische Talen en Calculi. Tegenwoordig is hij hoogleraar bij de Universiteit Utrecht.
Van 1975 tot 1981 was hij voorzitter van de Pacifistisch Socialistische Partij (PSP).
Hij heeft een Erdősgetal van 3.